# أليماو (لاعب كرة قدم، مواليد فبراير 1982)
أليماو (بالبرتغالية: Paulo Jorge Sousa Vieira‏) هو لاعب كرة قدم برتغالي في مركز حراسة المرمى، ولد في 16 فبراير 1982، في باريس في فرنسا. لعب مع أونياو ليريا وسبورتينغ لشبونة ب ونادي سانتا كلارا.